# Ovsij Hryhorovyč Liberman
Ovsij Hryhorovyč Liberman (in ucraino Овсій Григорович Ліберман – Ovsij Hryhorovyč Liberman, in russo Евсей Григорьевич Либерман – Evsej Grigor'evič Liberman) (Slavuta, 2 dicembre 1897 – Mosca, 11 novembre 1983) è stato un economista sovietico.
Il nuovo corso dell'economia dell'Unione Sovietica, il maggiore decentramento nella pianificazione ed il successivo incoraggiamento degli incentivi economici alla produzione a cavallo tra gli anni sessanta e settanta derivarono in gran parte dall'influenza di Liberman, professore di economia all'Università di Charkiv.
Nato in un paesino dell'Ucraina da famiglia ebrea, Liberman sempre negò che il liebermanismo possa considerarsi un ritorno all'economia di tipo capitalistico, sottolineando che la maggiore autonomia concessa alle imprese si inquadra in una pianificazione centralizzata, e che le imprese sono responsabili verso lo Stato, e non verso privati.
Le proposte di Liberman per una riforma economica furono pubblicate nel 1956 e nel 1959 in Bol'ševik, la principale rivista teorica e politica del Comitato Centrale del PCUS, e all'inizio non suscitarono grande interesse.
Tuttavia la sua idea centrale di usare i profitti sul capitale investito come criterio principale per calcolare la produttività delle imprese socialiste attirò l'attenzione dei maggiori economisti sovietici, e specialmente di Vasilij Sergeevič Nemčinov. Questi convinse Chruščёv a far pubblicare il 9 settembre 1962 sulla Pravda un articolo di Liberman, che segnò l'inizio di una nuova era nell'economia sovietica.
Da allora in poi non mancò per Liberman l'appoggio sia di Chruščёv sia dei successori, Brežnev e Kosygin. Le sue teorie avevano avuto la prima formulazione completa nel 1956, con la tesi Il profitto nell'impresa socialista, con cui si laureò in scienze economiche all'Università di Charkiv.
Ricercatore nella stessa università egli vi introdusse per primo nel 1926 il sistema meccanografico.

## Opere
- Struttura del bilancio in un'impresa industriale (1948)
- Mezzi per aumentare il profitto delle imprese socialiste (1956)
- Analisi dell'uso delle risorse (1963)
- Programma e benefici per l'economia sovietica (1965)
- Pianificazione del socialismo (1967)

| Controllo di autorità | VIAF (EN) 93345289 · ISNI (EN) 0000 0000 6748 9120 · LCCN (EN) n85090437 · GND (DE) 1186664460 · J9U (EN, HE) 987007458530305171 |